# 扭曲效應
《扭曲效應》，為泰國GMM 25與Viu於2022年12月12日起播出的電視劇。由提迪蓬·德查阿派坤（New）及永瓦蕾·安尼柏爾（Fah）主演。
此劇由GMMTV製作，並在2021年12月GMMTV的「BORDERLESS」新戲發佈會上公開先導預告片。其後，此劇於2022年12月在GMM 25電視台及Viu首播，2023年2月終映。

## 劇情簡介
十七岁的Alex缺乏自信，他一生的唯一爱好就是摄影，也是朋友中唯一的处男。他的母亲死于一场事故。在她去世之前，她让他保证在18岁之前禁止失去童贞的誓言。但Alex违背了他向母亲许下的诺言，在一场派对后与某人发生了一夜情。醒来后的他对昨晚发生的事情一无所知，他发现自己变成了一个27岁的男人，成为了一名妇科医生和性专家。

## 演員陣容
註：括號內的演員姓名為小名。

### 主要人物
- 提迪蓬·德查阿派坤（New）飾演 Alex
- 永瓦蕾·安尼柏爾（Fah）飾演 Jean

### 其他人物
- 哈里·奇瓦加隆（Sing）飾演 See-ew
- 普洛伊湘普·素帕莎（Jan）飾演 Nim
- 查楠帕·卡莫吉麗拉（Gigie）飾演 Kat
- 安比查婭·薩瓊（Ciize）飾演 Liu
- 阿臣·艾丁（Joong）飾演 Tony
- 普西特·迪塔皮西（Fluke）飾演 Army
- Thinnaphan Tantui（Thor）飾演 Joe
- 普文諾·唐薩宇恩（Phuwin）飾演 Ice
- 查莱达·吉尔伯特（英语：Chaleeda Gilbert）
- 芭薇妲·某日吉（Silvy）飾演 Molly
- 帕金·庫納-阿努維特（Mark）飾演 Jedi
- Jira Jaroenthamasuk（Best）飾演 Rose

## 劇集原聲帶
| 歌名              | 歌手          | 來源  |
| ----------------- | ------------- | ----- |
| Sweet but Naughty | 蓋溫·卡斯奇   | [ 5 ] |
| Safe Zone         | 哈里·奇瓦加隆 | [ 6 ] |

## 劇集迴響

### 泰國電視收視
- 收視最低的集數以藍色表示，收視最高的集數以紅色表示，而空格則表示該集的收視沒有相關數據。

| 集數 No.   | 播放日期       | 播放時段 (UTC+07:00) | 平均收視率 | 來源  |
| ---------- | -------------- | -------------------- | ---------- | ----- |
| 1          | 2022年12月12日 | 星期一 20:30         | 0.0        |       |
| 2          | 2022年12月19日 | 星期一 20:30         | 0.1        |       |
| 3          | 2022年12月26日 | 星期一 20:30         | 0.1        |       |
| 4          | 2023年1月2日   | 星期一 20:30         | 0.0        |       |
| 5          | 2023年1月9日   | 星期一 20:30         | 0.1        |       |
| 6          | 2023年1月16日  | 星期一 20:30         | 0.1        |       |
| 7          | 2023年1月23日  | 星期一 20:30         | 0.1        |       |
| 8          | 2023年1月30日  | 星期一 20:30         | 0.0        |       |
| 9          | 2023年2月6日   | 星期一 20:30         | 0.0        |       |
| 10         | 2023年2月13日  | 星期一 20:30         | 0.0        |       |
| 11         | 2023年2月20日  | 星期一 20:30         | 0.049      | [ 7 ] |
| 12         | 2023年2月27日  | 星期一 20:30         | 0.077      | [ 8 ] |
| 平均收視率 | 平均收視率     | 平均收視率           | 0.1        | 1     |

^1  基於每集的平均觀眾份額。

## 外部連結
- GMM25 官方網站 （页面存档备份，存于）（泰文）
- GMMTV 官方網站（泰文）
- YouTube上的《扭曲效應》播放列表
- MyDramaList 劇集介紹及劇評 （页面存档备份，存于）（英文）
- 豆瓣电影上《扭曲效應》的資料 （简体中文）